# Ambassade d'Espagne en France
L'ambassade d'Espagne en France est la représentation diplomatique du royaume d'Espagne auprès de la République française. Elle est située 22 avenue Marceau dans le 8e arrondissement de Paris, la capitale du pays.

## Histoire

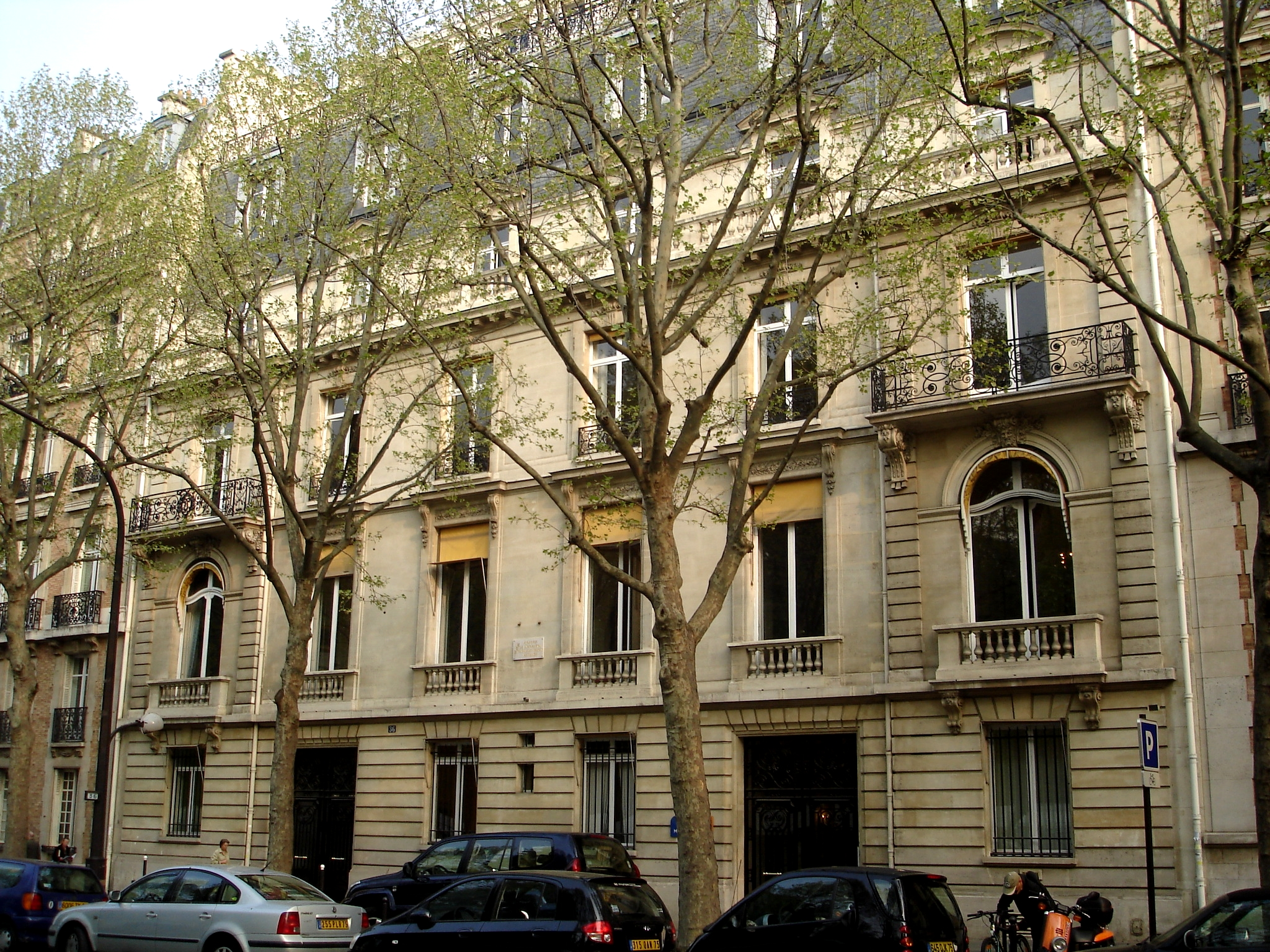
Vue générale de l'hôtel particulier du 34-36, boulevard de Courcelles.

Entre 1864 à 1880, l'hôtel Collot, 25 quai d'Orsay (7e arrondissement de Paris), accueille l'ambassade d'Espagne.
Au début du XXe siècle, l'ambassade se trouvait dans l'hôtel Lambert de Sainte-Croix, 34-36, boulevard de Courcelles (17e arrondissement). « Grand ami de la famille d'Orléans, M. Lambert de Sainte-Croix avait fait construire, au 34, un hôtel qui fut ensuite occupé par l'ambassade du royaume d'Espagne. En 1905, quand le jeune roi Alphonse XIII vint à Paris, son représentant était M. Leon y Castillo, très attaché à la France et qui fut fait par le roi marquis del Muni. C'est devant cette ambassade que vint défiler en 1909, un cortège conduit par Édouard Vaillant, Jean Jaurès, Marcel Sembat, Charles Albert, pour protester contre la récente exécution du révolutionnaire espagnol Ferrer, coupable d'un complot contre la Couronne. La police ayant voulu s'opposer à la manifestation, celle-ci tourna en échauffourées, des bancs du boulevard furent incendiés. Un coup de feu tiré contre le préfet Lépine manqua sa cible mais vint tuer le malheureux agent cycliste Dufresne. La garde riposta en chargeant et les scènes de violence se multiplièrent. »
En 1920, le royaume d'Espagne se porta acquéreur d'un hôtel particulier 13-15 avenue George-V (même pâté de maisons que le bâtiment de l'avenue Marceau, mais donnant sur une autre voie), dans le 8e arrondissement pour y déménager son ambassade, jusque-là établie boulevard de Courcelles. Le duc de Pomar avait souhaité léguer à l'État espagnol son hôtel parisien afin qu'il pût disposer d'une ambassade jugée digne de lui, mais divers rapports sur cet édifice mirent en évidence son état de délabrement, si bien que le gouvernement espagnol préféra décliner le legs et utiliser le crédit ouvert pour les travaux à l'acquisition d'un autre immeuble, celui de l'avenue George-V. Le 6 novembre 1920, sur la proposition de l'ambassadeur de l'époque, José Maria Wenceslao Quinones de Leon, il se porta donc acquéreur de l'hôtel de Wagram pour la somme de 5 000 050 francs.
Le bâtiment fut trouvé en assez mauvais état et nécessita d'importants travaux d'aménagement et de modernisation qui donnèrent lieu à une polémique politique au Parlement espagnol lors de la discussion du budget de 1922. Le roi Alphonse XIII visita l'immeuble lors de son voyage à Paris en 1921 et les travaux de restauration commencèrent sous la direction de l'architecte Walter-André Destailleur. Ils consistèrent en la reprise des fondations, des travaux de maçonnerie et de peinture, la réfection des installations de chauffage et d'électricité, le changement de quelques éléments des façades et des modifications de la distribution intérieure. Un porche d'entrée fut créé pour les voitures, ainsi qu'une grande terrasse côté jardin. Les lucarnes des mansardes furent agrandies et une nouvelle entrée fut ouverte pour accéder aux locaux de la chancellerie du côté de l'avenue George-V. L. Roussel réalisa un nouveau jardin car celui qui existait avait été complètement abandonné. Les écuries, les deux pergolas et la fontaine centrale du jardin ont depuis disparu. L'ambassade put s'y installer définitivement le 22 juin 1923. Le siège principal a depuis déménagé non loin, 22 avenue Marceau, dans un bâtiment contemporain, celui de l'avenue George-V accueillant ensuite pour sa part la chancellerie de l'ambassade puis l'Office économique et commercial.

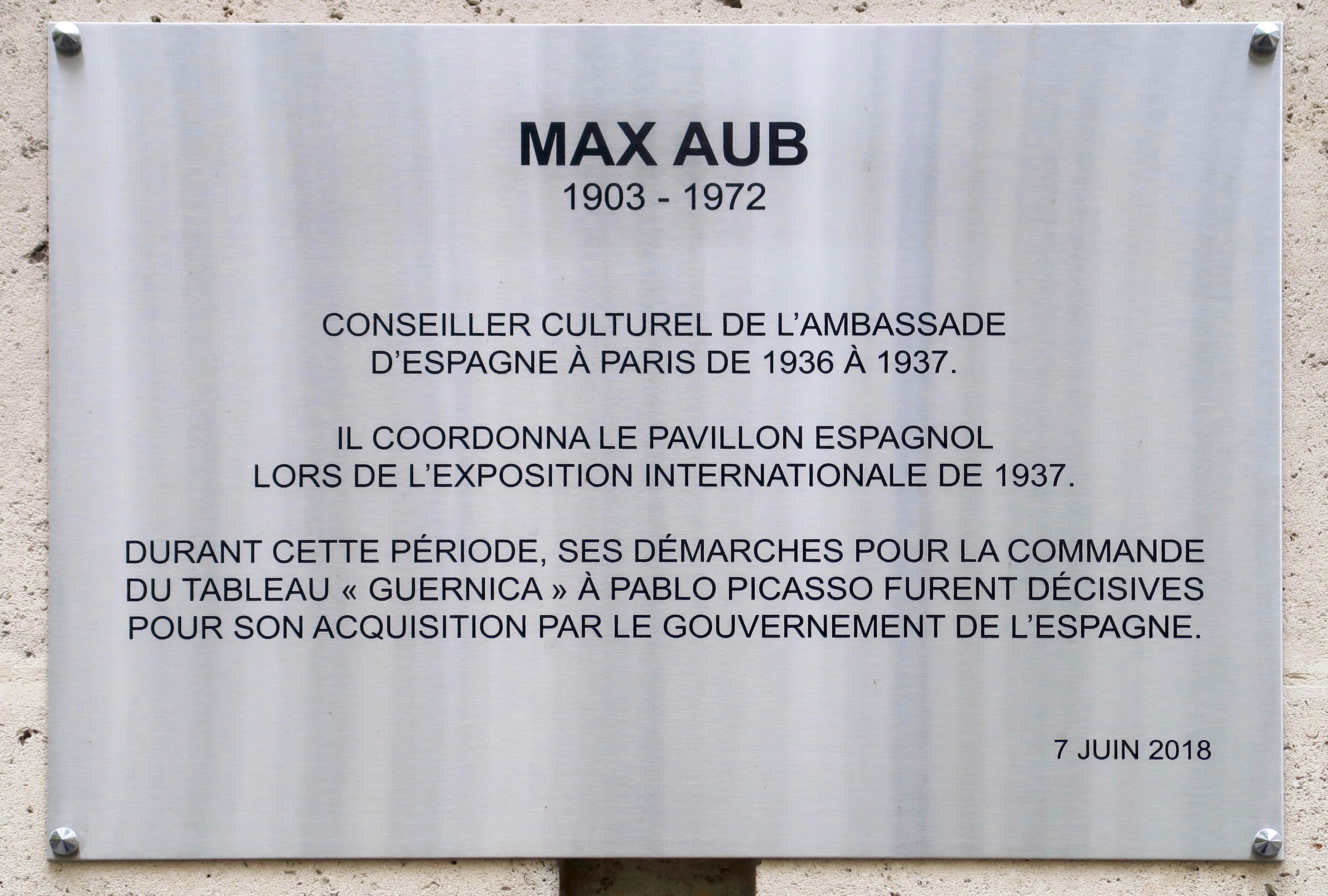
Plaque.

Sur la façade (bâtiment de droite), une plaque commémorative rend hommage à l'écrivain Max Aub (1903-1972), conseiller culturel de l'ambassade de 1936 à 1937, qui dirigea le pavillon espagnol lors de l'Exposition universelle de 1937 et s'investit pour l'acquisition de Guernica de Picasso par le gouvernement républicain.
Après la Seconde Guerre mondiale, le gouvernement de la République espagnole en exil installe son siège à Paris, dans un appartement situé 15 avenue Foch, y demeurant jusqu'au début des années 1960 ; il bénéficie alors de la sympathie des autorités françaises en raison du rôle des républicains espagnols dans la Résistance. Quant au gouvernement basque en exil, il avait acheté dès 1937 l'immeuble du no 11 avenue Marceau, non loin de l'ambassade franquiste. Estimant qu'il a été acquis avec de l'argent public, Franco réclame sa restitution, d'autant plus que des publications qui lui sont hostiles y sont diffusées. Il obtient gain de cause en 1951, lors du rétablissement des relations diplomatiques franco-espagnoles, et le bâtiment accueille ensuite les services culturels de l'ambassade officielle. Il s'agit de nos jours de la bibliothèque Octavio-Paz de l'Institut Cervantes, dont le bâtiment se trouve dans le même quartier, 7 rue Quentin-Bauchart.

## Ambassadeurs d'Espagne en France
| Date de nomination | Date de nomination | Date de remise des lettres de créance | Date de remise des lettres de créance | Fin de mission  | Ambassadeur                        |
| ------------------ | ------------------ | ------------------------------------- | ------------------------------------- | --------------- | ---------------------------------- |
| 23 juin 2000       | [ BOE 1 ]          | 12 septembre 2000                     | [ JORF 1 ]                            | 26 juillet 2004 | Francisco Javier Elorza Cavengt    |
| 25 juin 2004       | [ BOE 2 ]          | 17 septembre 2004                     | [ JORF 2 ]                            | 8 août 2010     | Francisco Villar y Ortiz de Urbina |
| 17 septembre 2010  | [ BOE 3 ]          | 3 décembre 2010                       | [ JORF 3 ]                            | 22 juin 2014    | Carlos Bastarreche                 |
| 16 mai 2014        | [ BOE 4 ]          | 8 juillet 2014                        | [ JORF 4 ]                            | 3 mai 2017      | Ramón de Miguel Egea               |
| 23 juin 2017       | [ BOE 5 ]          | 13 octobre 2017                       | [ JORF 5 ]                            | 4 février 2020  | Fernando Carderera Soler           |
| 4 février 2020     | [ BOE 6 ]          | 5 octobre 2020                        | [ JORF 6 ]                            | 12 juillet 2021 | José Manuel Albares                |
| 29 septembre 2021  | [ BOE 7 ]          | 4 novembre 2021                       | [ JORF 7 ]                            |                 | Victorio Redondo Baldrich (es)     |

## Services
Le bâtiment de l'avenue Marceau abrite le Bureau de la Défense, celui des Affaires financières, celui de l'Éducation, celui de l'Agriculture et de la Pêche, l'Office culturel, l'Office Énergie et Agenda numérique et le service presse et communication. Le Bureau de l'Emploi et de la Sécurité sociale est situé 6 rue Greuze, l'Office de tourisme 22 rue Saint-Augustin, l'Office économique et commercial 47 avenue George-V et le Colegio de España 7 boulevard Jourdan.
Deux établissements scolaires dépendent de l'ambassade d'Espagne :
- l'école primaire Federico-García-Lorca (en espagnol : Colegio Español Federico García Lorca) dans le 16e arrondissement.
- le collège-lycée Luis-Buñuel (en espagnol : Liceo Español Luis Buñuel) à Neuilly-sur-Seine.

## Consulat
Outre la section consulaire de son ambassade à Paris, située 165 boulevard Malesherbes dans le 17e arrondissement, l'Espagne possède des consulats généraux à Bayonne, Bordeaux, Lyon, Montpellier, Marseille, Pau, Perpignan, Strasbourg et Toulouse.
Dans les années 1900-1910, le consulat général à Paris se trouvait 16 rue de Miromesnil dans le 8e arrondissement,. Dans les années 1920, il était installé cité Malesherbes dans le 9e arrondissement.

## Différents sites
- La délégation permanente d'Espagne auprès de l'UNESCO (1, rue Miollis, 15e arrondissement de Paris)[13]
- La délégation permanente d'Espagne auprès de l'OCDE (22, avenue Marceau, 8e arrondissement de Paris)[14]
- Institut Cervantes à Paris (7, rue Quentin-Bauchart, 8e arrondissement de Paris)[15]
- Collège d'Espagne dans la Cité internationale universitaire de Paris (7E, boulevard Jourdan, 14e arrondissement de Paris)[16]
- La délégation permanente d'Espagne auprès du Conseil de l'Europe (24, allée de la Robertsau à Strasbourg)[17]

## Galerie

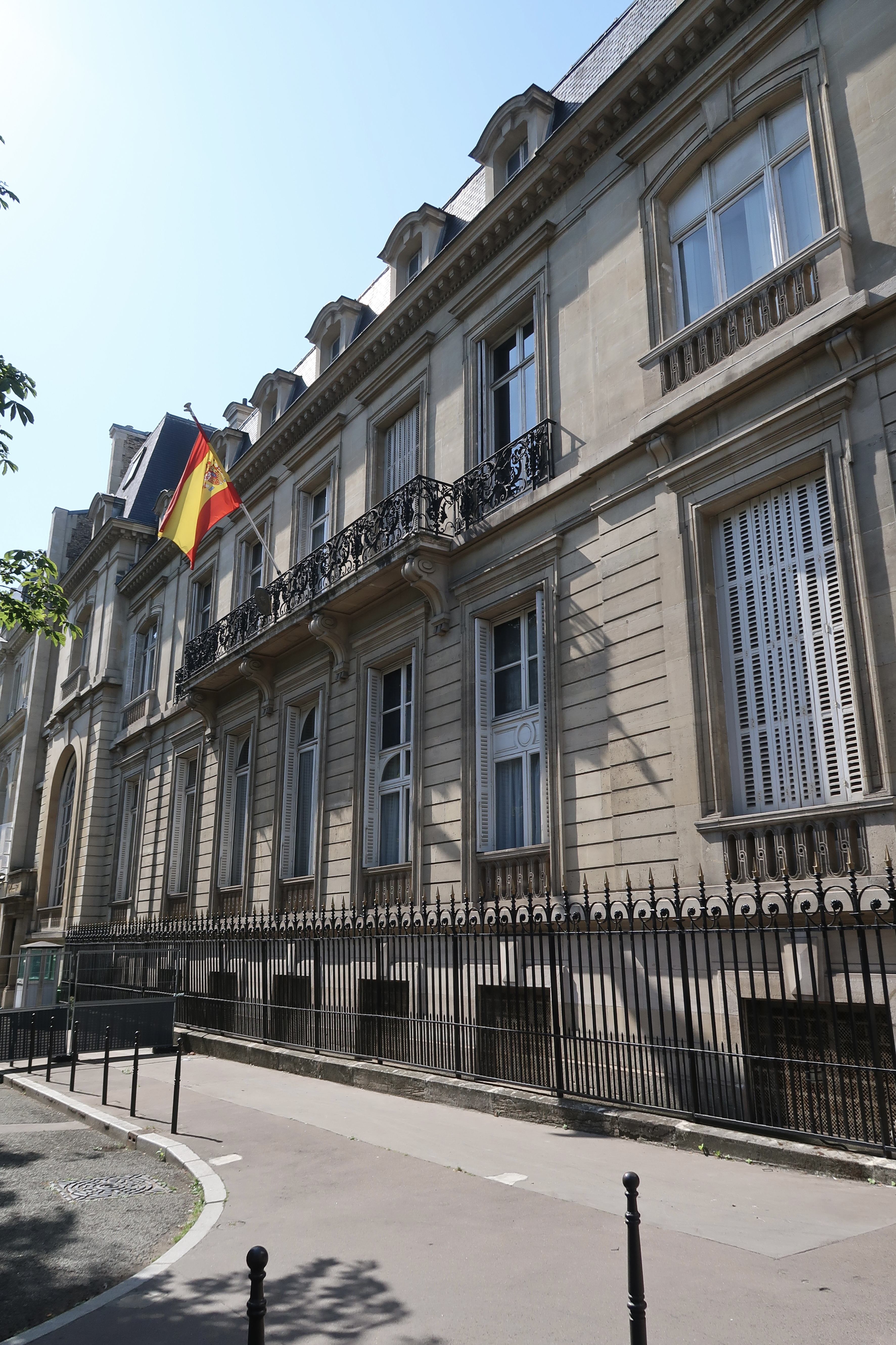
Résidence de l'ambassadeur d'Espagne en France.
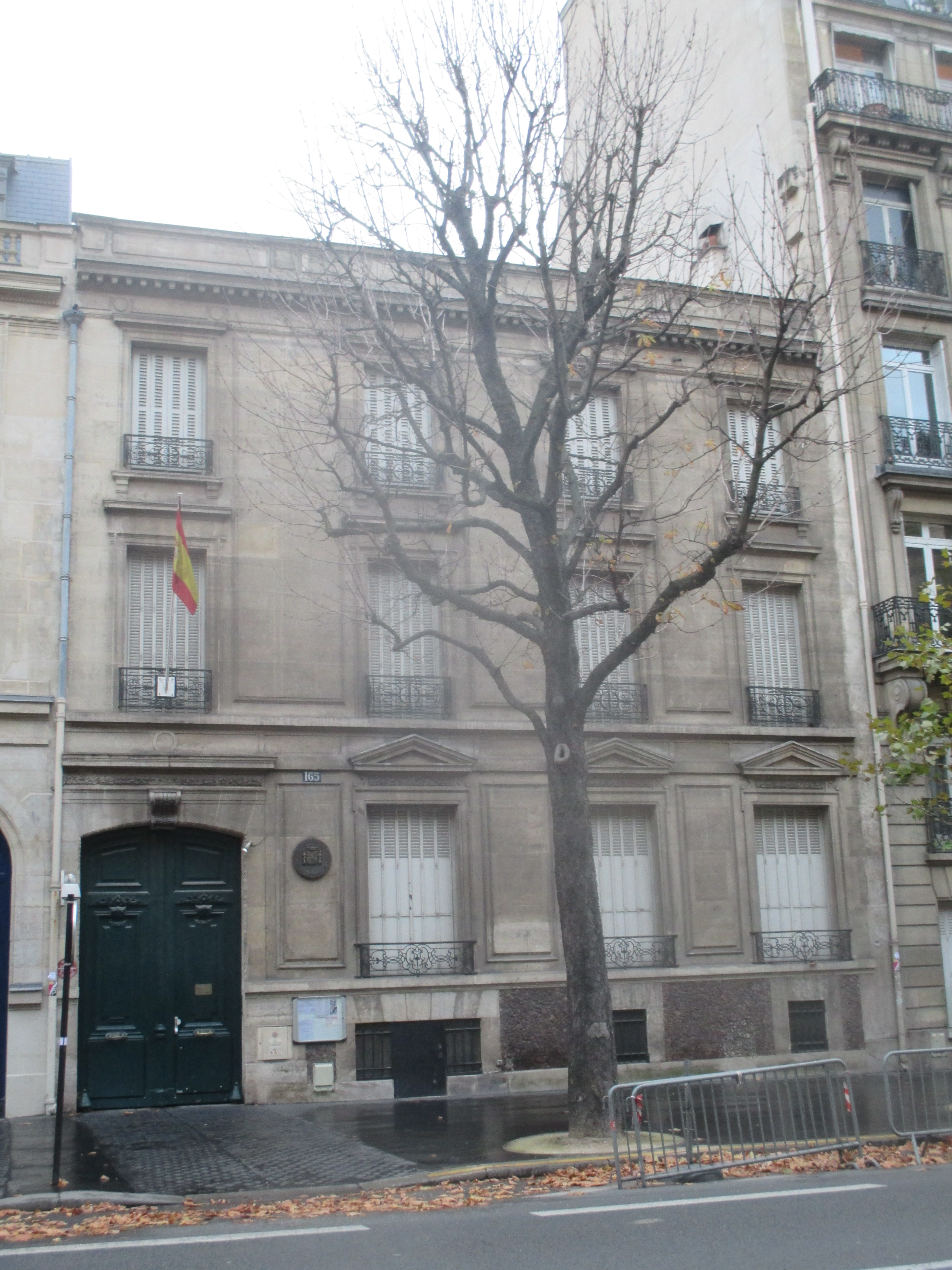
Consulat général d'Espagne à Paris.
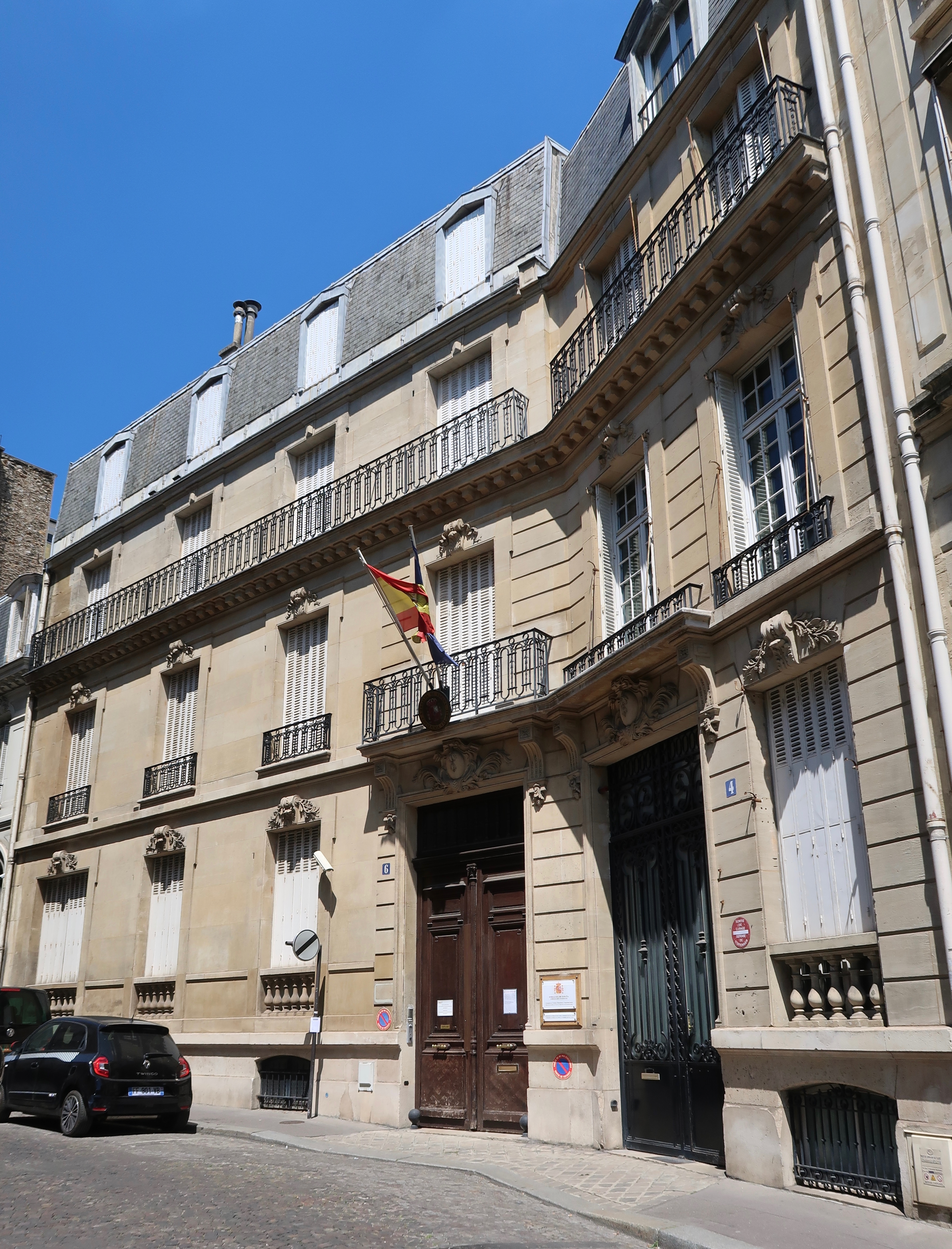
Bureau de l'Emploi et de la Sécurité sociale à Paris (6, rue Greuze).
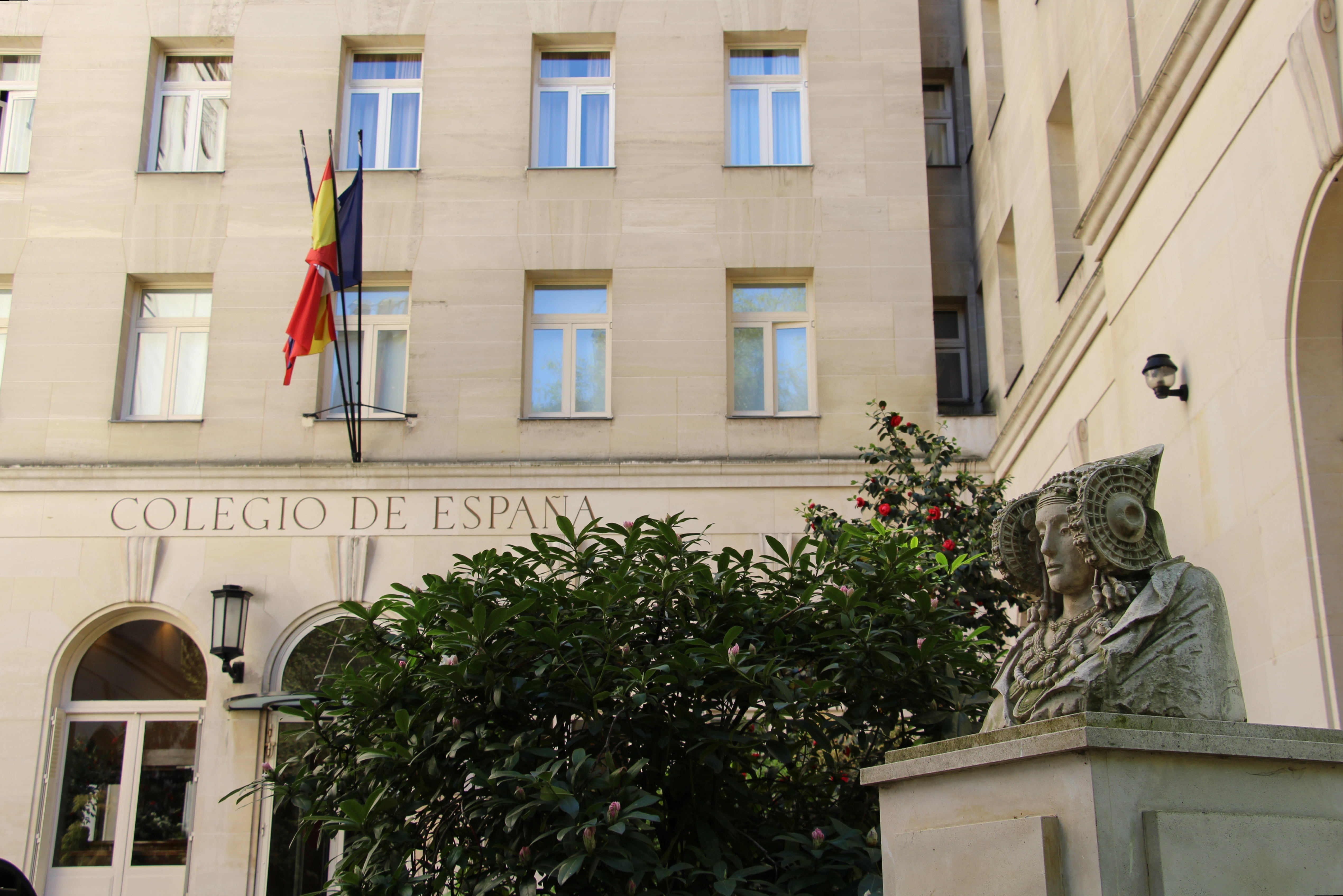
Collège d'Espagne dans la Cité internationale universitaire de Paris.
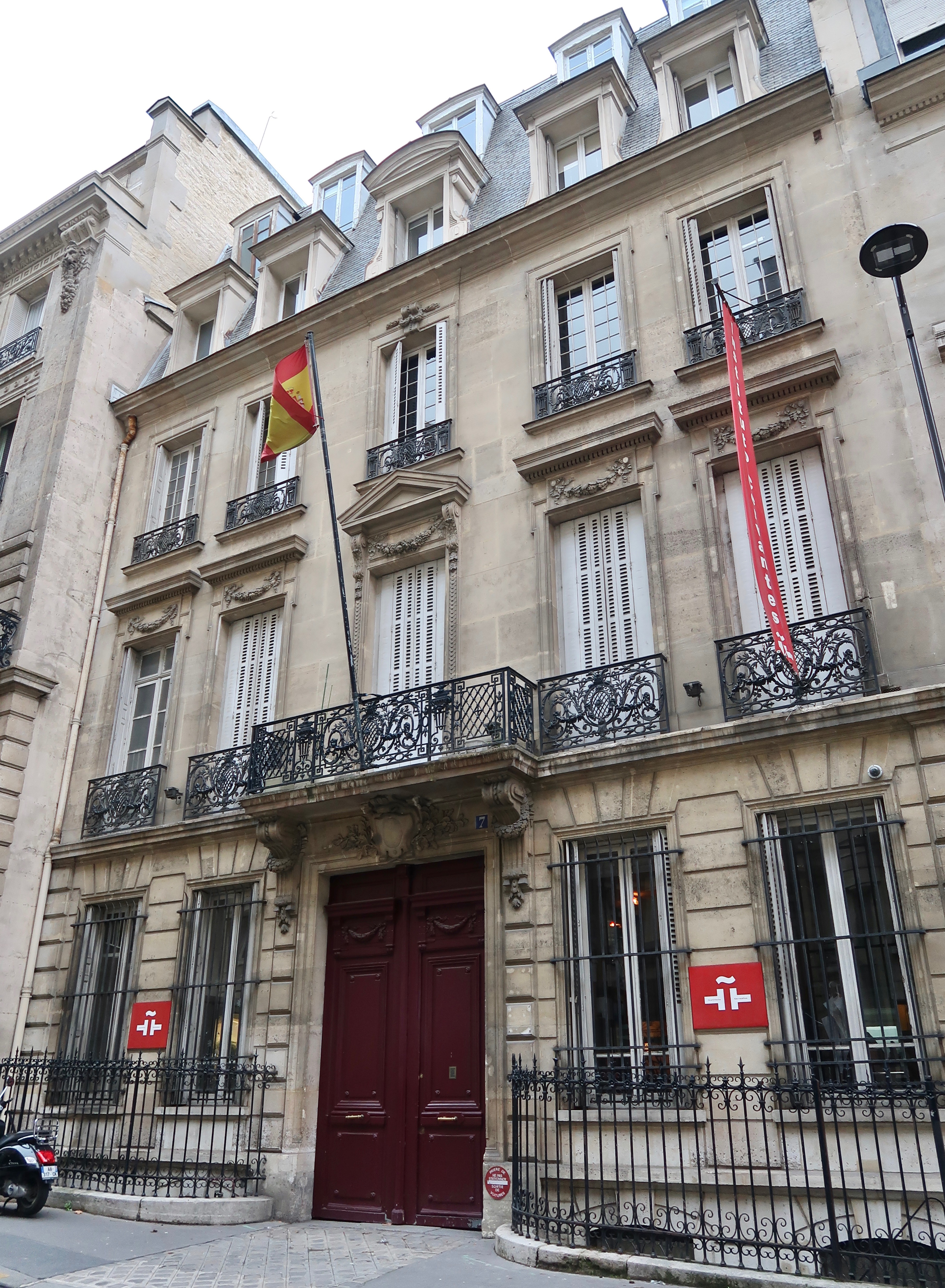
Institut Cervantes à Paris (7, rue Quentin-Bauchart).
Consulat général d'Espagne à Bayonne.
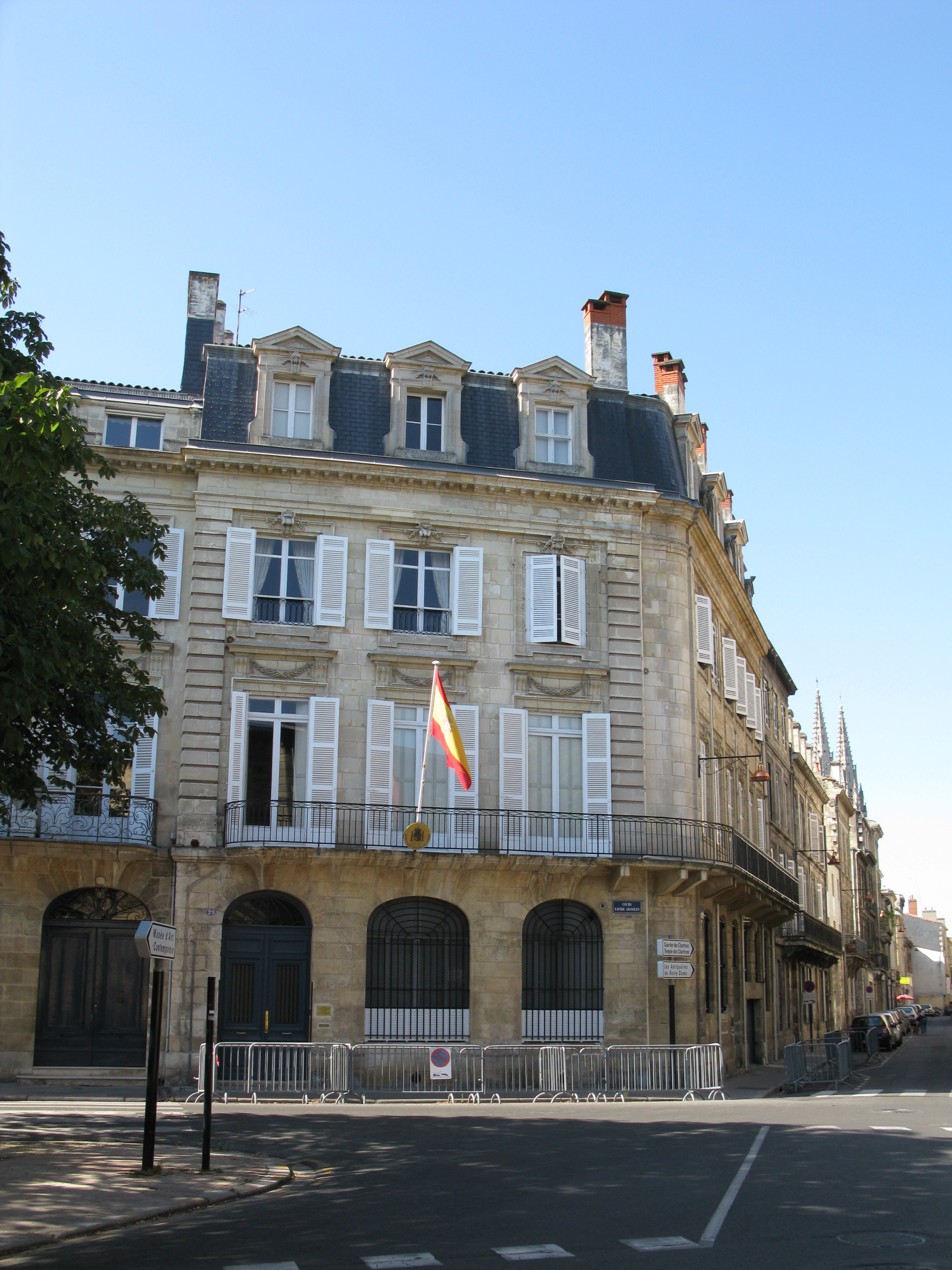
Consulat général d'Espagne à Bordeaux.
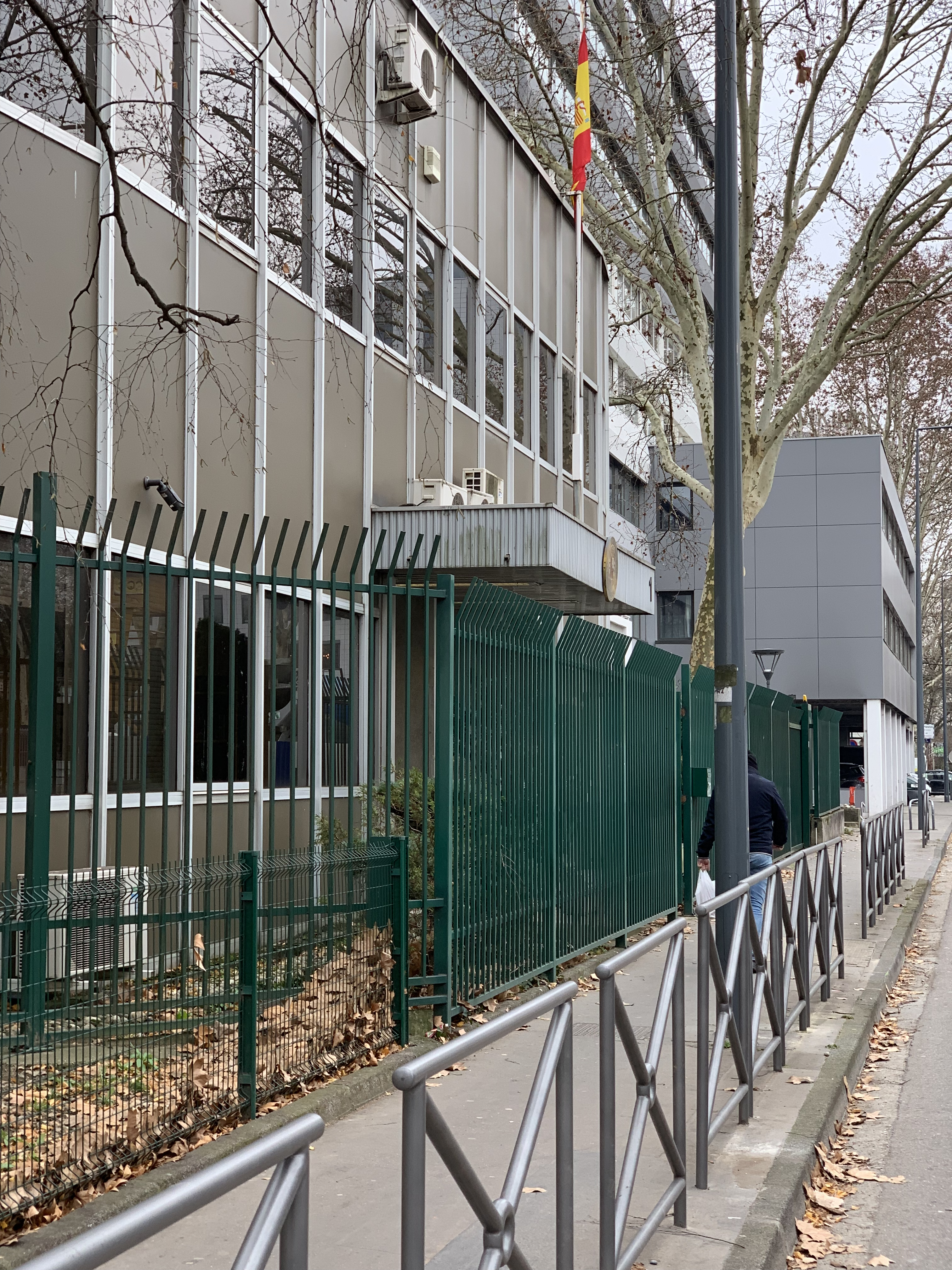
Consulat général d'Espagne à Lyon.
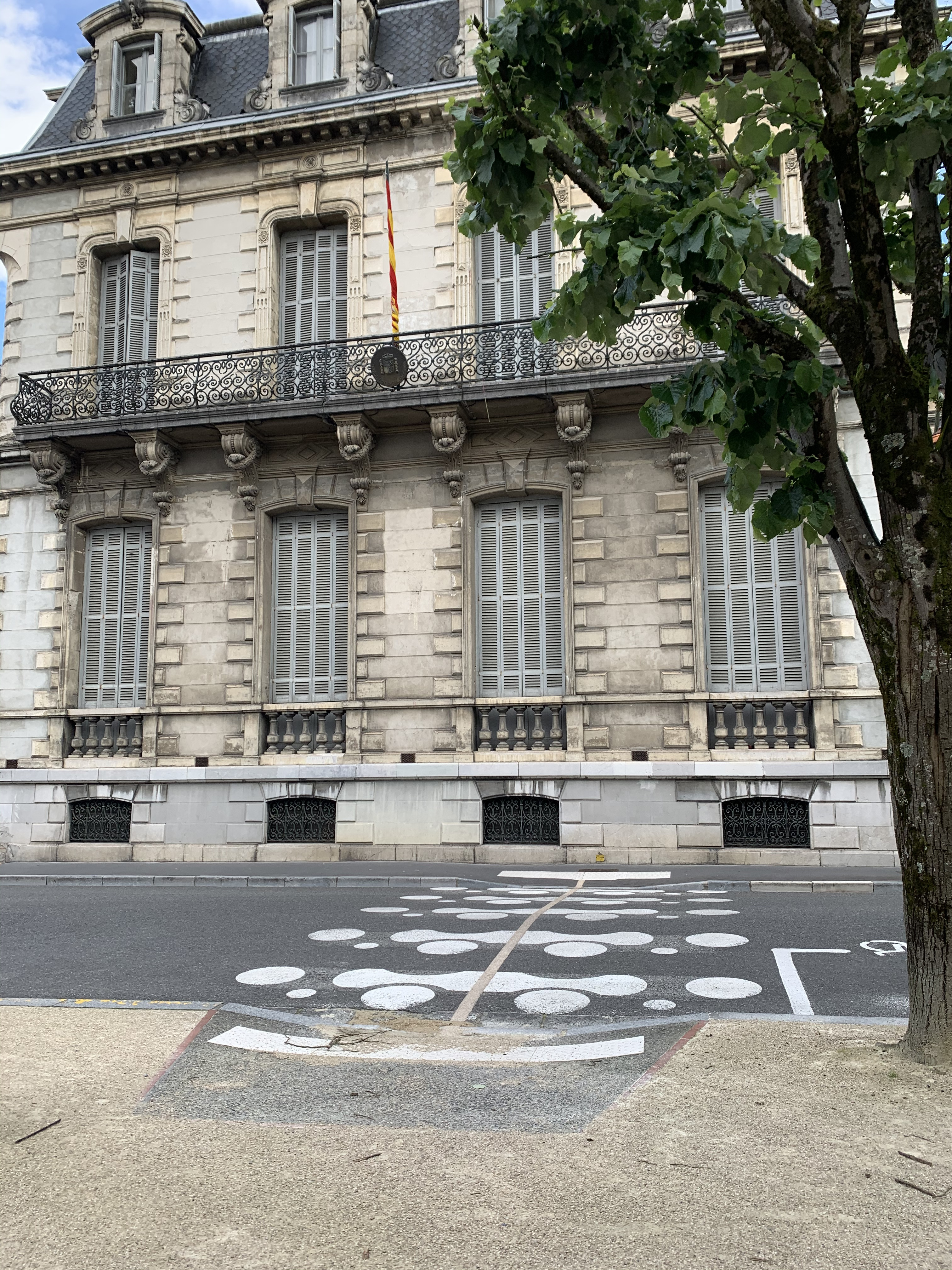
Consulat général d'Espagne à Pau.
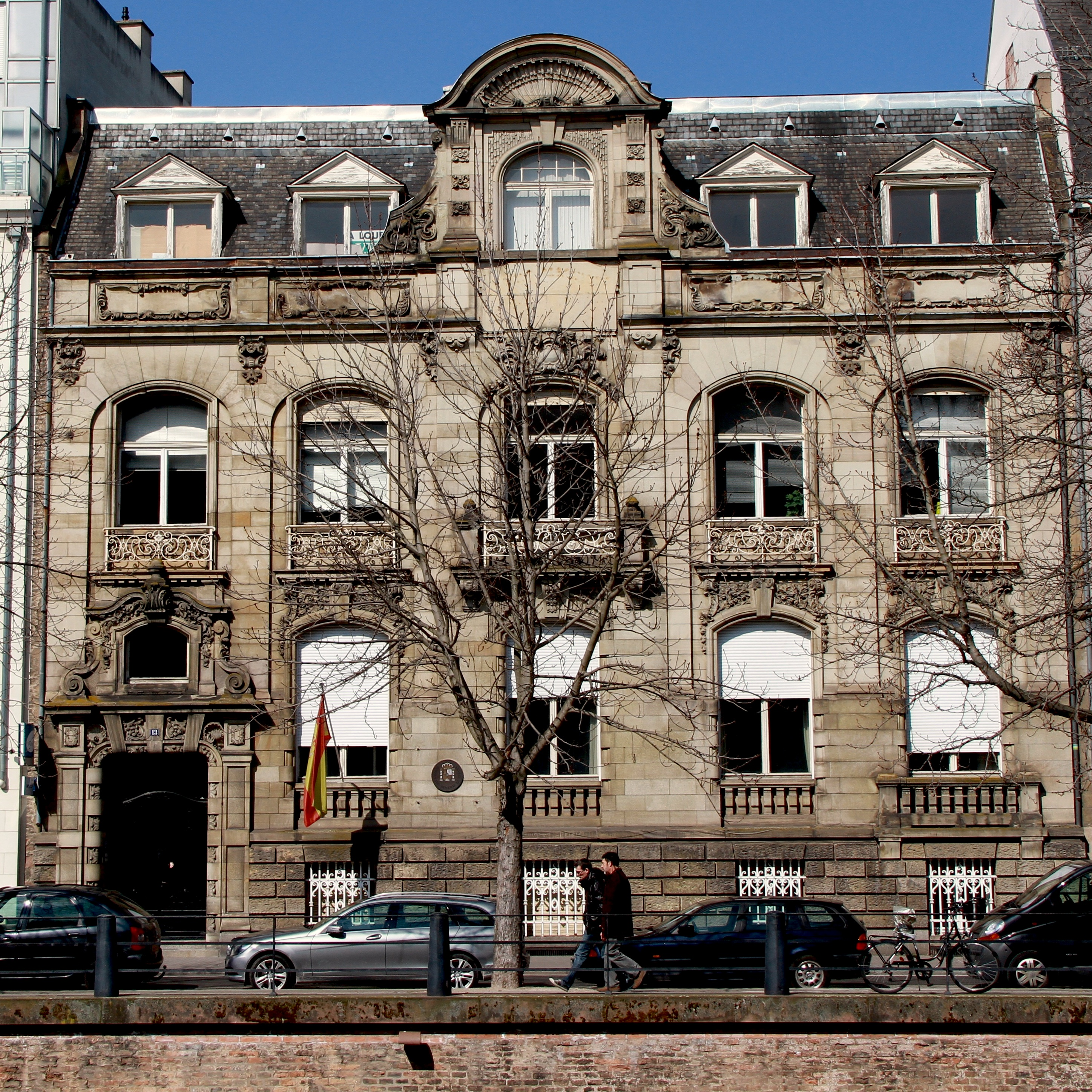
Consulat général d'Espagne à Strasbourg.
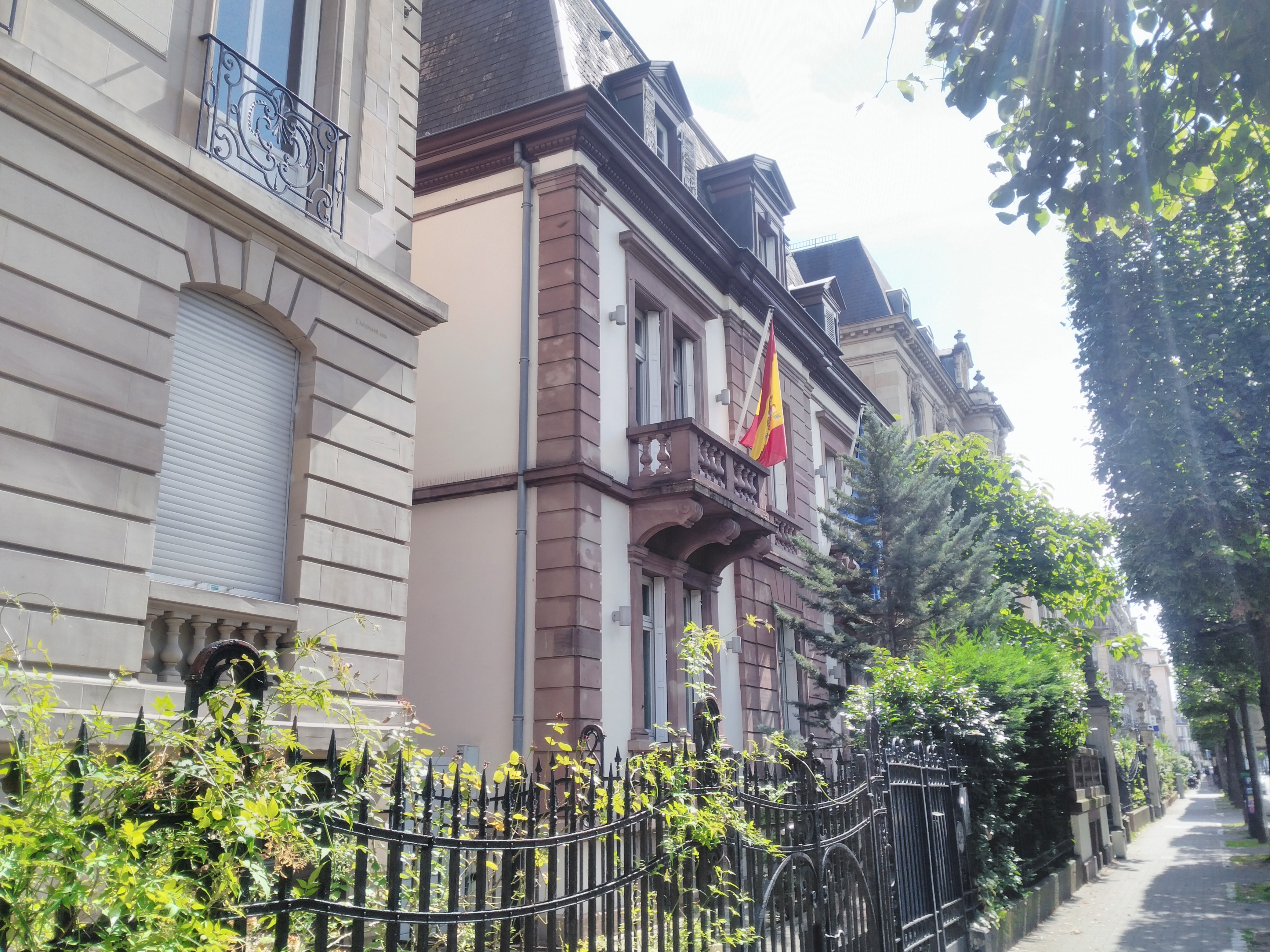
Délégation permanente d'Espagne auprès du Conseil de l'Europe à Strasbourg.